# Mikołaj (Kriwienko)
Mikołaj, imię świeckie Aleksiej Władimirowicz Kriwienko (ur. 1 stycznia 1971 w Czernyszewsku) – rosyjski biskup prawosławny.

## Życiorys
Jest synem zawodowego wojskowego. Ukończył szkołę średnią nr 78 w Czernyszewsku Zabajkalskim oraz studia na wydziale mechaniki i matematyki na Nowosybirskim Uniwersytecie Państwowym w 1995. W 1998 wstąpił do Monasteru Sanaksarskiego i przebywał w nim do 2000, gdy został skierowany do monasteru Przemienienia Pańskiego w Posolskim, nowo otwartego po kilku dekadach od likwidacji po rewolucji październikowej. Jego postrzyżyny mnisze, święcenia diakońskie oraz kapłańskie miały miejsce rok później; udzielał ich biskup czycki i zabajkalski Eustachy. W tym samym roku mnich Mikołaj został pełniącym obowiązki przełożonego monasteru w Posolskim. Od 2007 był również dziekanem dekanatu kabańskiego. W 2009 Święty Synod potwierdził mianowanie go przełożonym monasteru w Posolskim. Następnie powierzono mu nadzór nad wszystkimi monasterami w eparchii ułan-udeńskiej. W tym samym roku mnich ukończył, w trybie zaocznym, seminarium duchowne w Tomsku. W 2010 został spowiednikiem duchowieństwa eparchialnego. W tym samym roku otrzymał godność igumena. W 2014 ukończył studia historyczne na Buriackim Uniwersytecie Państwowym.
5 maja 2015 Święty Synod Rosyjskiego Kościoła Prawosławnego nominował go na pierwszego ordynariusza nowo utworzonej eparchii siewierobajkalskiej. Jego chirotonia biskupia odbyła się 12 lipca 2015 pod przewodnictwem patriarchy moskiewskiego i całej Rusi Cyryla  I w soborze Świętych Apostołów Piotra i Pawła w Petersburgu.